# Стоцький Омелян Олександрович
Омелян Олександрович Стоцький (15 серпня 1894, с. Богутин, Львівщина — 10 січня 1979) — український педагог та дослідник. Першовідкривач Східницького родовища мінеральних вод.

## Життєпис
Народився 15 серпня 1894 року в сім'ї священника в селі Богутин на Золочівщині.
У 1915 закінчив гімназію у Львові. Був учасником І світової війни; в 1916—1919 рр. — в італійському полоні. Із 1920 до 1921 працював службовцем нафтового об'єднання «Сільва Пляна» в Бориславі, а з 1921 до 1924 — службовцем Бориславського нафтопромислу «Нафта». У 1920 році одружився з донькою головного лісничого в Бориславі Михайла Осецького — Павлиною; молодих вінчав сам Митрополит Андрей Шептицький ЧСВВ.
Протягом 1924—1926 років навчався в Бориславській крайовій гірничо-вертничій школі на бурильному курсі. Після її закінчення і до 1927 року працював оператором газолінового заводу «Нафта» в Бориславі.
У 1928 році вступив до Львівського університету ім. Яна Казимира на філософський факультет (1 рік вчився на природничому відділі, а потім перевівся на гуманітарний), який закінчив у 1932. Наступного року склав іспит на ступінь магістра німецької філології.
У 1932—1934 роках влаштувався вчителем державної гімназії в Станиславові, а в 1935—1939 — вчителем німецької мови в державній гімназії № 1 ім. Ст. Конарського в Ряшеві.
Був прекрасним музикантом, грав на роялі, навіть сам складав мелодії вальсів, учив сільських дітей музики.
У 1940—1942 роках працював у Ряшівському машинописному бюро, а потім (до 1944) — у такому ж бюро у Львові. Звідти із сім'єю виїхав до Австрії. Там закінчив молочарські курси і працював лаборантом приватної молочарні, до травня 1945 року.
У 1945—1949 роках Омелян Стоцький — спочатку директор, а потім головний інженер газолінового заводу № X тресту «Укргаз» у Східниці. За той час він підняв завод з повоєнної руїни і вивів його в ряд прибуткових підприємств краю. Проте партійні чиновники понизили О. Стоцького в посаді і від 3 травня 1949 він працював на V нафтопромислі тресту «Бориславнафта» у Східниці: спочатку майстром підземного ремонту, потім (у 1953-54 роках) техніком по газу і врешті лаборантом. З цієї посади у жовтні 1956 року Омелян Стоцький пішов на пенсію, яка становила всього 53 карбованці.

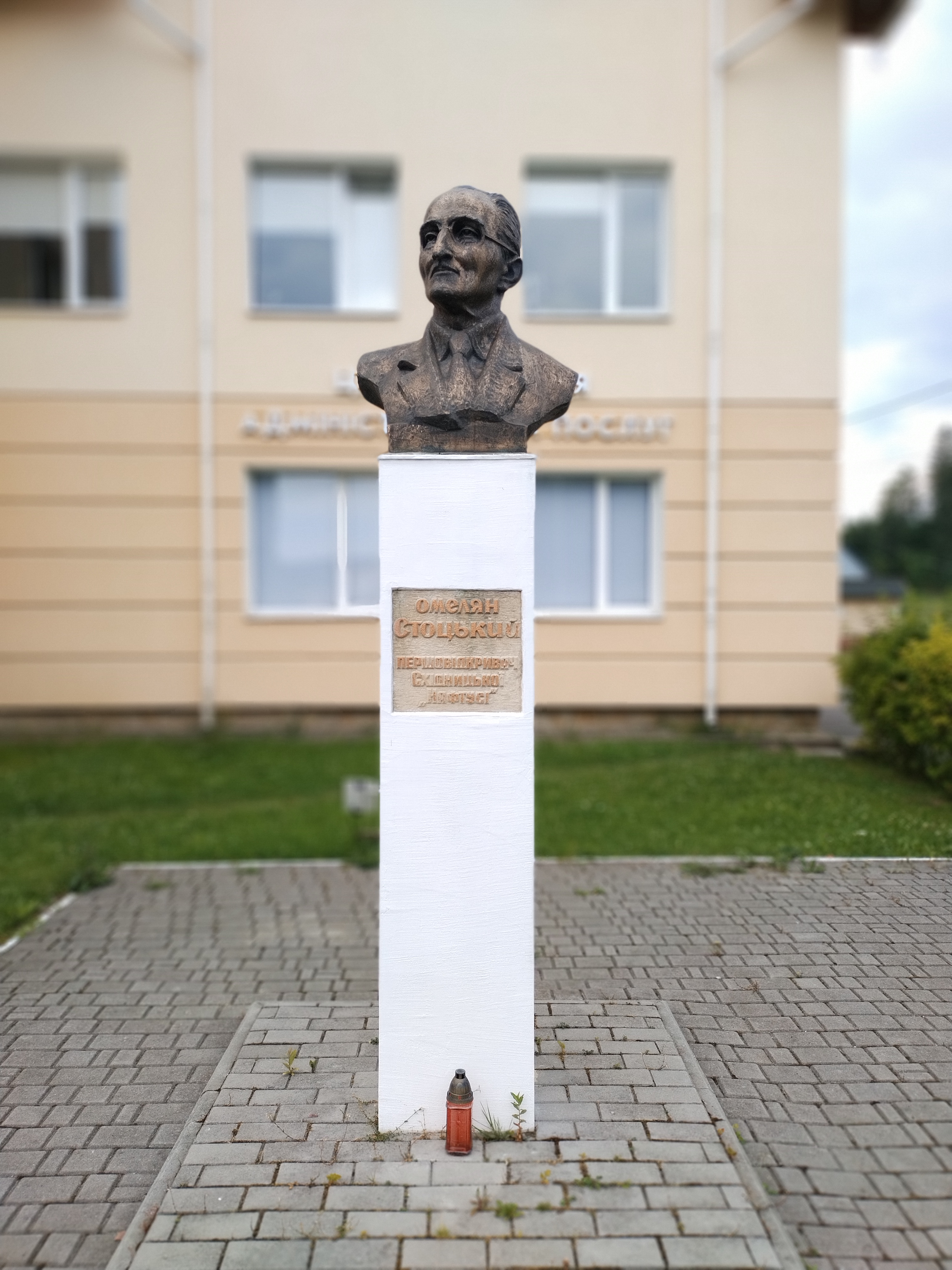
Погруддя Омеляну Стоцькому перед будівлею Східницької селищної ради

Він почав шукати у Східниці лікувальних вод, вивчаючи для цього мінералогію, медицину, хімію. Після майже 30-річної пошукової роботи Омелян Стоцький знайшов у Східниці 38 джерел мінеральних вод, зайнявся спочатку сам їхнім дослідженням, а далі понад двадцять років боровся з ученими Одеського інституту курортології, з різними чиновниками, бюрократами за визнання Східницьких вод цілющими та лікувальними.
У 1966 році молодий головний лікар Східницької лікарні Степан Дуда зважився на експеримент. З'їздивши до Львова, умовив урологічних хворих, приречених на видалення нирки, попити воду в Східниці. Через три тижні, після повторної діагностики, медики констатували: оперативне втручання хворим не потрібне. Це був блискучий результат. А з часом Стоцького і Дуду запросили на колегію Міністерства охорони здоров'я. У півторагодинному виступі першовідкривач східницьких мінеральних джерел піддав нищівній критиці вердикт Одеського інституту курортології, посилаючись на результати лікування хворих в Східницькій лікарні. Вирішенням колегії Мінздорову подальше вивчення мінеральних вод Східниці було доручене фахівцям кафедри нормальної фізіології Львівського медичного інституту під керівництвом Якова Павловича Склярова із залученням фахівців Чернівецького медичного інституту та Львівського науково-дослідного інституту епідеміології і мікробіології.
Невеликий науковий колектив протягом 1966—1968 років проводив експериментальні і клінічні дослідження хворих на базі Східницькой лікарні, вивчав мінеральні води з джерел № 1, 3, 4, 5. Висновки комісії були однозначні: східницкі мінеральні води придатні для лікування цілого ряду урологічних недуг і захворювань шлунково-кишкового тракту. Львівський обласний відділ охорони здоров'я з серпня 1970 року відкриває в Східницькій селищній лікарні реабілітаційне відділення, що стало базою для подальшого вивчення місцевих мінеральних вод.
Тодішній міністр геології України Петро Шпак виділяє 450 тисяч рублів для визначення запасів східницьких джерел, без чого перспективний план розвитку курорту був би неможливий. Бурять 17 свердловин. Їх добовий дебіт перевищив всі прогнози. У липні 1973 року був отриманий позитивний висновок на всі досліджені на той час джерела.
Так у 1956-1973 рр. місцевий пенсіонер Омелян Стоцький відкрив у Східниці великі поклади мінеральної води «Нафтуся». 9 січня 1976 р. селище Східницю було визнано Всесоюзним курортом. У 2005 році цей титул було замінено на «Всеукраїнський курорт імені Омеляна Стоцького».
Диплом першовідкривача східницьких мінеральних вод Міністерство геології СРСР видало Омелянові Стоцькому 3 листопада 1977 року.
Омелян Олександрович Стоцький помер 10 січня 1979 року. Похований у Східниці. Вже посмертно його дослідження було висунуте на здобуття Державної премії УРСР.

## Шана
У 1994 році, на вшанування сторіччя від дати народження Омеляна Стоцького, біля бювету у Східниці йому було встановлено пам'ятник.
У невеликому будинку, який відремонтував і виділив під музей головний лікар санаторію «Східницькі Карпати» Зиновій Крайчик, зібрано експонати, що стосуються життя Омеляна Стоцького. До створення цього музею доклалося чимало людей і, особливо, його донька, львівська журналістка Ганна Стоцька. Під склом на стенді багато документів, фотографій — свідчень про майже тридцятирічну боротьбу Омеляна Стоцького з бюрократичним апаратом за визнання цілющих і оздоровчих властивостей східницьких джерел.
15 серпня 2014 р. у с-щі Східниці на фасаді будинку, де проживав Омелян Стоцький, відбулося урочисте відкриття та освячення пам'ятної гранітної таблиці, де вказано: «В цьому будинку з 1945 по 1979 рр. проживав з родиною першовідкривач Східницького родовища мінеральних вод Омелян Стоцький».